# Чумаченко Михайло Михайлович
Миха́йло Миха́йлович Чумаче́нко (? — 2023) — підполковник Збройних сил України. Учасник російсько-української війни.

## З життєпису
Випускник Одеського інституту сухопутних військ 2000 року. Проходив військову службу на посадах
- командир взводу
- командир розвідувального взводу
- офіцер відділення розвідки штабу
- заступник командира батальйону
- старший офіцер відділу планування та координації розвідки
- начальник групи військової розвідки.

Брав участь в миротворчій місії ООН в складі українського контингенту на території Республіки Ірак (2004—2005).
Із дружиною Катериною виховували доньку Дарину.
У 2020 році здобув ще один диплом магістра спеціальності “Публічне управління та адміністрування”, закінчивши Дніпропетровський регіональний інститут державногоу правління Національної академії управління при Президентові України.
Загинув 21 серпня 2023 року в автотрощі на криворізькій трасі .

## Нагороди
- 21 жовтня 2014 року — за особисту мужність і героїзм, виявлені у захисті державного суверенітету та територіальної цілісності України, вірність військовій присязі під час російсько-української війни, відзначений — нагороджений орденом Богдана Хмельницького III ступеня.
- 5 вересня 2024 року нагороджений орденом Богдана Хмельницького II ступеня (посмертно)[2].
- «За досягнення у військовій службі» ІІ ступеня
- пам’ятний нагрудний знак “Воїн-миротворець”
- медаль “15 років Збройним Силам України”
- медаль “За сумлінну службу” ІІІ ступеня
- медаль “За сумлінну службу” ІІ ступеня